# Autoridad de Transporte Urbano para Lima y Callao
La Autoridad de Transporte Urbano para Lima y Callao (ATU) es un organismo técnico especializado del Ministerio de Transportes y Comunicaciones. Su principal función es integrar y articular el transporte público urbano en Lima Metropolitana y la provincia constitucional del Callao.
De acuerdo con su ley de creación, la ATU cuenta con personería jurídica de derecho público interno y con autonomía administrativa, funcional, económica y financiera.

## Historia
Desde fines de la década del 2000, diversos candidatos a la alcaldía de Lima proponían la creación de una Autoridad autónoma de transporte que reemplazaría a la Gerencia de Transporte Urbano y complementaría a la Autoridad Autónoma del Tren Eléctrico (AATE) que en ese entonces era parte de la Municipalidad de Lima, hasta que, en 2009 por ordenanza emitida durante el segundo gobierno aprista, el AATE vuelve a ser parte del Ministerio de Transportes y Comunicaciones[cita requerida]. La finalidad de la autoridad planeada era la fiscalización e integración del transporte urbano de la provincia de Lima y que luego podría tener convenio con el municipio del Callao para que también integre la autoridad y así se evite conflictos durante la integración del transporte en el Área Metropolitana. Previamente existió la Secretaría Técnica del Consejo de Transporte de Lima y Callao que velaba por la integración del transporte y la creación de nuevas líneas que fueron promovidas por la Agencia japonesa JICA en convenio con el gobierno peruano. En el 2010, en el mandato del alcalde limeño Luis Castañeda Lossio se inaugura el primer Corredor Segregado de Alta Capacidad (COSAC), llamado Metropolitano tras lo cual inicia la ordenanza de rutas que se sobreponían a su recorrido.
Durante el mandato de Susana Villarán (2011-2014), se llevó a cabo una Reforma de Transporte que indicaba la renovación de buses teniendo como ejemplo al Bus Patrón, el chatarreo, el corte y cambio de algunas rutas, la promoción de los trasbordos, la ordenanza de paraderos y finalizó con el establecimiento del primer corredor complementario que dio inicio al Sistema Integrado de Transporte, pero inicialmente tuvo conflicto con el municipio chalaco. Previamente en su campaña electoral en 2010, Villarán así como otros candidatos a la alcaldía promovieron la creación de una Autoridad autónoma de transporte. Igualmente el proyecto de creación de una ATU, siguió bajo diversas candidaturas para la elección del 2014.
Posteriormente en el mensaje a la nación del año 2017, el presidente Pedro Pablo Kuczynski indicó que enviaría un proyecto de ley para la creación de la Autoridad Autónoma de Transporte Urbano para Lima y Callao que dependería del gobierno central a través del Ministerio de Transportes y Comunicaciones.
Tras el debate en diciembre de 2018, se promulga la Ley N.º 30900 que crea la Autoridad de Transporte Urbano para Lima y Callao. Posteriormente las instituciones de transporte urbano en el área metropolitana (AATE, Gerencia de Transporte Urbano de Lima (GTU), Gerencia General de Transporte Urbano del Callao (GGTU), Protransporte, SETAME, SETACA, SIT) son absorbidas por la autoridad que se implementó, la última incorporación fue del Protransporte en septiembre del 2020.
Durante los debates para las elecciones municipales de Lima de 2022, hubo algunas críticas a la Institución, debido a algunas situaciones que ralentizaban las obras en transporte urbano en Lima, además que algunos candidatos profesaban que la institución le quitó las competencias que el municipio previamente manejaba.
En 2023, la organización propuso una nueva reforma de transporte en Lima y Callao pero fue interrumpido tras el retiro de María Jara por el gobierno central.Además a fines de ese año se inician las operaciones de la ampliación norte del Metropolitano y un tramo de la Línea 2 del Metro.

## Dependencias
- Sistema Integrado de Transporte de Lima y Callao
- Metro de Lima y Callao
- Tarjeta Lima Pass
- Tarjeta Interoperable de Transporte (TIT)[14]
- Metropolitano (desde septiembre de 2020)
- Corredores complementarios

## Consejo Directivo
| Entidad                                            | Representantes                    |
| -------------------------------------------------- | --------------------------------- |
| Ministerio de Transportes y Comunicaciones         | David Augusto Hernández Salazar   |
| Ministerio de Economía y Finanzas                  | Juana Rosa Ana Balcázar Suárez    |
| Ministerio de Vivienda, Construcción y Saneamiento | José García Calderón              |
| Municipalidad Metropolitana de Lima                | Miguel José Sidia Carrasco        |
| Municipalidad Metropolitana de Lima                | Daniel Christian Figueroa Camacho |
| Municipalidad Metropolitana de Lima                | Fernando Perera Díaz              |
| Municipalidad Provincial del Callao                | Maria Teresa Velasquez Correa     |

## Tarifas
Se paga con Tarjeta ATU (Tarjeta Interoperable de Transporte), y es tarifa única por medio, aunque integrada si se usa más de uno (por un tiempo máximo, comúnmente 120 minutos). Para los estudiantes y preferenciales deben tener tarjeta con su perfil para pagar. En caso de los preferenciales, deberán tener la tarjeta preferencial o carné de Conadis. Si no lo tienen deberán pagar en efectivo, la tarifa de adulto. Si hacen el pago en efectivo deberán pagar la tarifa general. Aplica para Bus, Metro y BRT, según los imagotipos impuestos en 2022. De acuerdo a la tarifa:
| Tipo de Tranporte / Precio                         | General | Estudiantes: Solo de Lunes a Sábado (Educación superior) / Lunes a Viernes (escolar) Los Domingos y Feriados deberán pagar la tarifa de adulto | Preferencial (Policías, Bomberos, Discapacitados, etc)                   |
| -------------------------------------------------- | ------- | --- | ------------------------------------------------------------------------ |
| Metro + BRT + Bus                                  | S/ 4.20 | S/1.50 | Gratis Solo teniendo la tarjeta Preferencial o Carné de Conadis Amarillo |
| Bus + Metro + Bus                                  | S/ 3.50 | S/1.50 | Gratis Solo teniendo la tarjeta Preferencial o Carné de Conadis Amarillo |
| BRT + Metro + BRT                                  | S/ 4.90 | S/1.50 | Gratis Solo teniendo la tarjeta Preferencial o Carné de Conadis Amarillo |
| Metro + BRT + Metro                                | S/ 3.20 | S/1.50 | Gratis Solo teniendo la tarjeta Preferencial o Carné de Conadis Amarillo |
| Metro + Bus + Metro                                | S/ 4.00 | S/1.50 | Gratis Solo teniendo la tarjeta Preferencial o Carné de Conadis Amarillo |
| BRT + Bus + BRT                                    | S/ 3.90 | S/1.50 | Gratis Solo teniendo la tarjeta Preferencial o Carné de Conadis Amarillo |
| Zonal Bus (Zonas cercanas cerca al paradero final) | S/1.00  | S/ 0.50 | Gratis Solo teniendo la tarjeta Preferencial o Carné de Conadis Amarillo |
| Metro + Bus                                        | S/ 3.50 | S/ 1.00 | Gratis Solo teniendo la tarjeta Preferencial o Carné de Conadis Amarillo |
| Metro + BRT                                        | S/ 4.00 | S/ 1.00 | Gratis Solo teniendo la tarjeta Preferencial o Carné de Conadis Amarillo |
| Bus + BRT                                          | S/ 4.00 | S/ 1.00 | Gratis Solo teniendo la tarjeta Preferencial o Carné de Conadis Amarillo |
| Solo Bus                                           | S/ 2.50 | S/ 0.50 | Gratis Solo teniendo la tarjeta Preferencial o Carné de Conadis Amarillo |
| Solo Metro                                         | S/ 1.50 | S/ 0.50 | Gratis Solo teniendo la tarjeta Preferencial o Carné de Conadis Amarillo |
| Solo BRT                                           | S/ 3.20 | S/ 0.50 | Gratis Solo teniendo la tarjeta Preferencial o Carné de Conadis Amarillo |

## Horario
Esto son los siguientes horarios:
| Sistema de Transporte / Día | Lunes a Sábado                                | Domingos y Feriados                           |
| --------------------------- | --------------------------------------------- | --------------------------------------------- |
| Bus                         | 05:00 - 23:00                                 | 05:00 - 23:00                                 |
| Metro                       | 05:30 - 23:00                                 | 05:30 - 23:00                                 |
| BRT                         | 05:00 - 23:00 De Jueves a Sábado: Todo el día | Feriados: 05:00 - 23:00 Domingos: Todo el día |

## Anexos
- El 27 de diciembre de 2018 fue promulgada la Ley N.º 30900, que creó oficialmente esta institución.[17][18]
- El 8 de febrero de 2019 fue promulgado el Decreto Supremo n.º 003-2019-MTC, que aprobó la Sección Primera del Reglamento de Organización y Funciones de la ATU.[19]
- El 13 de febrero de 2019 fue promulgada la Resolución Ministerial N.º 090-2019 MTC/01, que aprobó la Sección Segunda del Reglamento de Organización y Funciones de la ATU.[20]
- El 7 de marzo de 2019 fue promulgado el Decreto Supremo n.º 005-2019-MTC, que aprobó el Reglamento de la Ley N.º 30900.[21]
- El 6 de mayo de 2019 fue promulgado el Decreto Supremo n.º 013-2019-MTC, que modificó parte del texto original de la Sección Primera del Reglamento de Organización y Funciones de la ATU.[22]
- El 7 de mayo de 2019 fue promulgada la Ley N.º 30945, que modificó parte del texto original de la Ley N.º 30900.[23]
- El 18 de junio de 2019 fue promulgada la Resolución Suprema N° 002-2019-MTC, que designó al presidente y miembros del Consejo Directivo de la ATU.[24]
- El 5 de julio de 2019 fue promulgado el Decreto Supremo N.º 208-2019-EF, que autorizó transferencia de partidas en el Presupuesto del Sector Público para el Año Fiscal 2019 a favor de la ATU.[25]
- El 10 de julio de 2019 fue promulgado el Decreto Supremo n.º 022-2019-MTC, que aprobó la Política de Subsidios del transporte urbano de pasajeros del SIT de Lima y Callao.[26]
- El 2 de agosto de 2019 fue promulgada la Resolución Ministerial N.º 594-2019 MTC/01, que estableció al 25 de setiembre de 2019 como fecha límite para culminar el proceso de transferencia hacia la ATU.[27]
- El 11 de octubre de 2019 fue promulgada la Resolución de Presidencia Ejecutiva N° 32-2019-ATU/PE, que estableció al 16 de octubre de 2019 como fecha de inicio del ejercicio de las funciones transferidas a la ATU, por parte de la Gerencia de Transporte Urbano (GTU) de la Municipalidad Metropolitana de Lima y la Gerencia General de Transporte Urbano (GGTU) de la Municipalidad Provincial del Callao.[28]
- El 15 de octubre de 2019 fue promulgada la Resolución de Presidencia Ejecutiva N° 34-2019-ATU/PE, que postergó la fecha de inicio de las funciones transferidas a la ATU al 23 de octubre de 2019.[29]
- El 16 de octubre de 2019 fue promulgada la Resolución Suprema N° 003-2019-MTC, que aceptó la renuncia de Humberto Valenzuela Gómez como miembro y presidente del Consejo Directivo de la ATU.[30] El mismo día fue promulgada la Resolución Suprema N° 004-2019-MTC, que designó como nueva miembro y presidenta del Consejo Directivo de la ATU a María Jara Risco.[31]

## Presidentes
- Humberto Valenzuela Gómez
- María Jara
- José Aguilar Reátegui
- Marybel Vidal Matos
- David Augusto Hernández Salazar (Actualidad)